# Dan Irimiciuc
Dan Constantin Irimiciuc (Iași, 9 maggio 1949) è un ex schermidore rumeno, specialista della sciabola, vincitore di una medaglia di bronzo nella scherma ai Giochi olimpici.